# 霧信号所

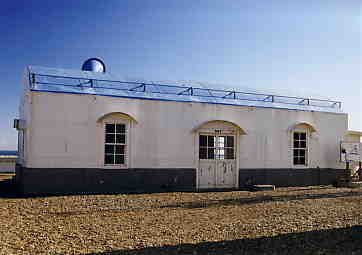
犬吠埼灯台霧笛室（エアサイレン）

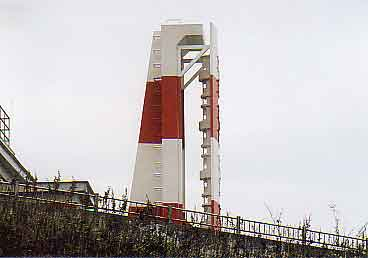
日和山灯台のダイヤフラムホーン

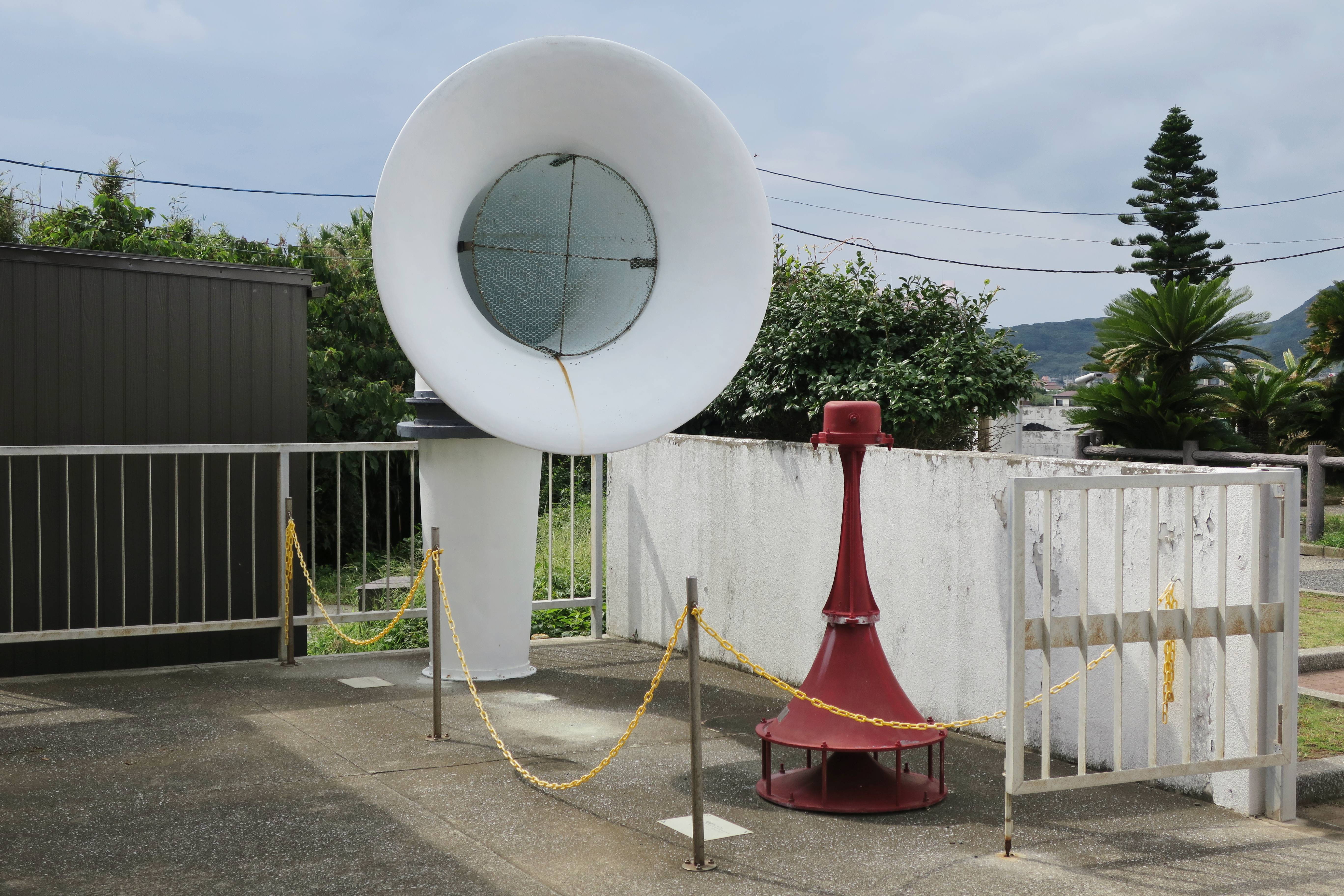
霧信号用ラッパ（左、納沙布岬霧信号所用、現在は野島埼灯台資料展示室に展示）

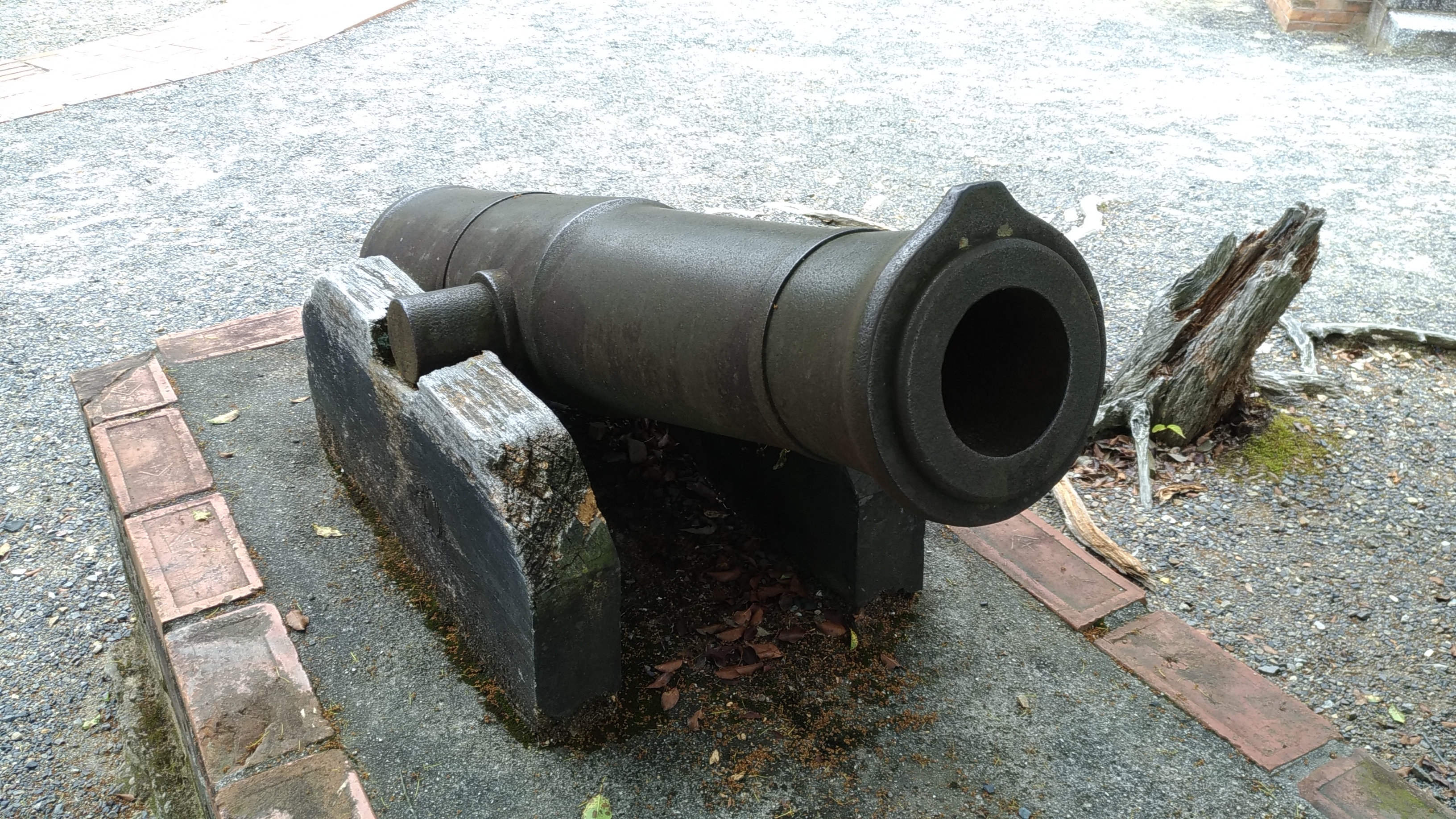
霧信号の一つである霧砲。中国大連湾口の南山三島灯台に1905年に設置されていたもの。現在は博物館明治村に展示中。

霧信号所（きりしんごうしょ）とは、航路標識の一種、音波標識である。霧や吹雪などで視界が悪いときに船舶に対し音で信号所の概位・方向を知らせるものである。霧笛（むてき、英語：foghorn）と呼ばれることもあるが、船舶の汽笛による霧中信号（視界制限状態における音響信号）と混同されることも多い。

## 概説
古代から灯台では光によって船に暗礁などの場所を知らせていたが、霧の中では光は届かなかった。そのため音を使う試みがなされた。
音を使うため、暴風や荒波などの付近騒音、空気の層による反響の影響をうけやすい弱点がある。多くは灯台に併設され、その鳴り方（周期：音を鳴らす時間と止めている時間の組み合わせ）が信号所ごとに異なるため、どこから発せられているものか識別できるようになっている。音の発し方は多くがダイヤフラムホーンであるが、すでに廃止されている犬吠埼霧信号所ではエアサイレンを採用していた。
電気技術の発展によって、20世紀以降は地上系電波航法システムLORAN、舶用レーダーやGPSなどの航海計器の普及により、視界不良時においても容易に測位が可能となったことから、2007年（平成19年）8月、海上保安庁は2009年（平成21年）度末までの3か年で全国の霧信号所を順次廃止してゆくことを発表した。
2010年（平成22年）3月31日をもって海上保安庁所管の霧信号所はすべて廃止となったが、漁協などが代替機を設置して稼働しているものが存在する。

## 種類
音の発し方により区別される。
fog guns、霧砲、ロケット
18世紀のヨーロッパで使われるようになった初期の音による航法支援方式である。ただ、高価な火薬を大量に消費するため廃れた。
鐘
アメリカでは、1837 年にウェストクォディヘッド灯台にて手で鳴らす鐘が使われるようになったが、手間であったため、即座に機械化が望まれた。国際規約で霧の間、船舶も鐘を鳴らすこととされていたが、イスラム教では鐘を鳴らすことが禁じられていたため、特例で銃やゴングが使われた。
馬力霧信号
スチームホイッスル
1857年に灯台試験場ともいえるビーバーテイル灯台にて蒸気を使った汽笛を使って信号を発するようになった。
ただ、ヨーロッパでは汽笛による信号は船の所在を示すものと勘違いして、状況によっては事故につながると考えていたため採用は避けていた。
1870 年代になって、トランペット、ホイッスル、ベル、サイレンの実験が行われた。
電気式サイレン
20世紀前後に採用された。
Diaphone
20世紀前後にカナダの企業が発明して、多くの灯台で使用された。
ダイヤフラムホーン（電磁式発信器）
電磁力により発音板を振動させ吹鳴する。日本ではかつて主流であった方式。
エアサイレン（圧搾空気方式）
圧縮空気によりサイレンを吹鳴する。日本では犬吠埼灯台が最後まで使用していたが、同灯台の霧信号所閉鎖（2008年3月31日）により採用している灯台はなくなった。

### その他
Echo Boards
岸のそばなどに、くの字の反響板が設置された。船からの汽笛の山彦（反射音）から危険な場所が分かるようになっていた。

## 日本の霧信号所の歴史
- 1877年（明治10年）11月20日 - 尻屋埼灯台（青森県東通村）に日本で初めて霧鐘が設置された。
- 1879年（明治12年）12月20日 - 尻屋埼灯台に蒸気式霧笛を採用。これを記念して12月20日を霧笛記念日とする。
- 1888年（明治21年）9月15日 - 白神岬霧警号にて初めてエアサイレン（圧搾空気方式）を採用。
- 1900年（明治33年）2月15日 - 襟裳岬灯台の霧笛用動力源として、初めて石油発動機関が採用される。
- 1903年（明治36年）2月20日 - 平舘霧警号に初めてダイヤホーンが採用される。
- 1925年（大正14年）4月12日 - 青森港霧信号所で初めてモーターサイレンが採用される。
- 1954年（昭和29年）2月22日 - 釧路港南防波堤霧信号所に初めてダイヤフラムホーン（電磁式発信器）が採用される。
- 1965年（昭和40年）3月 - 落石岬灯台の霧信号所に初めて自動霧探知装置（バックスキャッター式）が採用される。
- 1974年（昭和49年）3月29日  - 焼尻島霧信号所で霧信号装置の自動遠隔制御が始まる。
- 2008年（平成20年）3月31日 - 犬吠埼灯台の霧信号所が閉鎖される。
- 2009年（平成21年）3月19日 - 宗谷岬灯台の霧信号所が閉鎖される。
- 2010年（平成22年）3月31日 - 日和山灯台の霧信号所が閉鎖[4]され、海上保安庁所管の霧信号所がすべて廃止となる。

## 芸術作品と霧笛
- 喜びも悲しみも幾歳月 - 映画のクライマックスで、灯台の霧笛に客船の霧笛が答えるシーンがある。
- 霧笛が俺を呼んでいる - 赤木圭一郎主演の映画。同名主題歌もヒットした。
- 霧笛 - 朝日新聞連載の大佛次郎の小説を原作とした1934年公開の映画。
- 霧笛 - レイ・ブラッドベリの短編集『太陽の黄金の林檎』に収録されている作品。萩尾望都によりコミック化された。
- 恋と霧笛と銀時計 - 宝塚歌劇団のミュージカル作品。